# Новый мировой порядок (рестлинг)
Новый мировой порядок (англ. New World Order, обычно сокращается до nWo) — группировка в рестлинге, первоначально состоявщая из «Голливуда» Халка Хогана, Кевина Нэша и Скотта Холла, известная своими выступлениями в World Championship Wrestling (WCW) с середины до конца 1990-х.
Группировка использовала образ рестлеров, действия которых направлены на захват и контроль управления в WCW в манере уличной банды. Позже подобный сюжет был использован и в WWE, где группировка дебютировала в 2002 году. Сюжет с nWo стал одним из самых влиятельных в середине-конце 1990-х годов, привел WCW к успеху и сыграл важную роль в превращении североамериканского рестлинга в более зрелый, ориентированный на взрослых продукт. nWo стал главной движущей силой WCW в борьбе с WWF в Monday Night Wars.
Сюжетная линия nWo, изначально подпитанная неожиданным злодейским перевоплощением Халка Хогана, считается одной из самых успешных в истории современного рестлинга, породив несколько подражаний и пародий, включая bWo, lWo и jWo. Группировка доминировала в программах WCW в конце 1990-х годов и просуществовала до распада WCW в 2001 году, за это время было несколько, иногда конкурирующих, воплощений группировки.
В декабре 2019 года было объявлено, что nWo будет включена в Зал славы WWE в 2020 году, а Хоган, Холл, Нэш и Шон Уолтман станут её членами.

## Концепция
Сюжет nWo был создан исполнительным вице-президентом WCW Эриком Бишоффом, который был вдохновлен сюжетом из NJPW, в котором на шоу компании вторглись рестлеры из другой компании — Union of Wrestling Forces International (UWFi). Бишофф хотел повторить сюжет вторжения, когда WCW саботировался бы другой рестлинг-компанией — WWF, поскольку основатели nWo ранее выступали в этом промоушне. nWo изначально изображалась как отдельная организация от WCW. Зачастую пропагандистские рекламные ролики о nWo были представлены в стиле вторжения в эфир с голосом, провозглашающим: «Следующее объявление было оплачено „Новым мировым порядком“».
Бывший режиссёр и продюсер WCW Крейг Лезерс обратился в студию дизайна Disney/MGM Studios для создания логотипа nWo. Дизайнеры вернулись с 6-10 примерами, и в итоге руководство WCW остановилось на логотипе, который мы знаем сегодня.

## История

### World Championship Wrestling

#### Основание

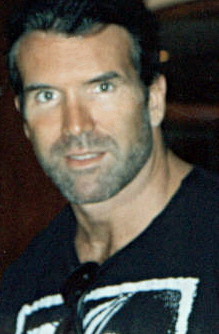
Скотт Холл, чьё поведение на экране заставило WWF заявить, что WCW посягнула на их интеллектуальную собственность

19 мая 1996 года Скотт Холл и Кевин Нэш провели свои последние матчи в качестве, соответственно, Рейзора Рамона и Дизеля в WWF и вскоре после этого подписали контракт с WCW. Холл появился на выпуске Nitro от 27 мая 1996 года. Во время поединка Маулера и Стива Долла, Холл вышел из толпы на ринг, остановив матч, и потребовал микрофон. «Вы все знаете, кто я такой, — сказал Холл ошеломленной толпе, — но вы не знаете, зачем я здесь». Далее он произнес речь, которая стала известна как «Вы хотите войны?», заявив, что у него и неназванных союзников есть вызов для исполнительного вице-президента WCW Бишоффа и всех рестлеров WCW. Когда эпизод близился к концу, Холл ворвался к Бишоффу, который в то время был ведущим трансляции Nitro, в кабину трансляции и потребовал, чтобы тот сказал владельцу WCW Теду Тёрнеру выбрать трех лучших рестлеров для «войны». На следующей неделе Холл заявил, что у него есть «большой сюрприз» для рестлера Стинга. На следующем Nitro выяснилось, что этим сюрпризом был Нэш. После этого Холла и Нэша прозвали «Аутсайдерами», они беспорядочно появлялись на мероприятиях WCW, создавая проблемы и неизбежно выводились из здания охраной.
Холл и Нэш были официально трудоустроены в WCW, но сюжетная линия подразумевала, что они были рестлерами WWF, «вторгшимися» в WCW. Это настолько обеспокоило WWF, что она рассматривала возможность юридических действий в связи с выходками Холла и Нэша. Холл вызывал большее беспокойство WWF, так как он не полностью дистанцировался от своего персонажа Рейзора Рамона, продолжая вести себя как Рамон и говорить с кубинским акцентом. WCW попыталась решить эти проблемы на The Great American Bash в июне 1996 года. Бишофф пообещал им матч на следующем PPV-шоу, а затем прямо спросил Холла и Нэша, работают ли они в WWF, на что они ответили отрицательно. WWF, оставшись недовольной, подала иск, утверждая, что Бишофф предложил межпромоутерские матчи, которые должны были транслироваться на TBS, ассоциируя два промоушена друг с другом. Также на The Great American Bash Холл и Нэш попросили Бишоффа назвать трех представителей его компании для предстоящего матча. Бишофф сказал, что он нашёл трех человек, которые ответят на их вызов, но не назвал их имена. Бишофф провел драфт на Nitro, чтобы определить представителей WCW, и были выбраны Стинг, Лекс Люгер и Рэнди Сэвидж.

#### Матч «Враждебное поглощение»
6 июня 1996 года, на шоу WCW Bash at the Beach (1996) Халк Хоган неожиданно присоединился «Аутсайдерам» Кевину Нэшу и Скотту Холлу во время матча «Враждебное поглощение», впервые за 15 лет став злодейским персонажем. Он проводит своему старому сценическому приятелю Рэнди Сэвиджу ещё пару своих коронных приёмов, после чего фиксрует удержание, а Холл отсчитывает три удара. Хоган, Нэш и Холл победно вскидывают руки. На ринг начинает лететь мусор, а тем временем Джин Окерланд собирается взять у Хогана интервью. 
Джин Окерланд: Халк Хоган, позвольте! Позвольте. О чём ты только думаешь?
Халк Хоган: Мин Джин! Первое, что тебе надо сделать — это приказать этим людям заткнуться, если ты хочешь что-то услышать от меня!
Окерланд: Я был с тобой столько лет, и то, что ты объединился с такими, как эти двое, меня просто тошнит! И я думаю, что эти люди здесь (показывает на толпу) и многие другие люди по всему миру уже почти сыты по горло этим человеком (показывает на Нэша), этим человеком (показывает на Холла), а ты хочешь присоединиться к этой группировке? Ты, наверное, шутишь. 
Хоган: Первое, что ты должен осознать, брат, это то, что сейчас на ринге находится будущее рестлинга. Ты можешь называть нас новым мировым порядком рестлинга, брат.
Хоган продолжил, напомнив всем о «великой и большой организации с севера», откуда пришли Холл и Нэш, и что он тоже был там и он связал имя той компании со своим именем, пока не перешёл в WCW в 1994-м.
Хоган: А потом миллиардер Тед, амиго, захотел поговорить о деньгах с Халком Хоганом. Ну, миллиардер Тед обещал мне фильмы, брат. Миллиардер Тед обещал мне миллионы долларов. И миллиардер Тед обещал мне матчи мирового уровня. А что касается Эрика Бишоффа и всего WCW, то мне скучно, брат!
Затем он объявил, что Холл и Нэш были теми людьми, которых он действительно хотел видеть в качестве своих друзей, и что вместе они трое собрались захватить WCW и уничтожить все на своем пути. В этот момент Окерланд попросил Хогана взглянуть на мусор, разбросанный вокруг ринга, и обращает его внимание на то, что это — будущее Халка, если он продолжит сотрудничать с «Аутсайдерами».
Хоган: Я считаю, что всё это дерьмо на ринге представляет этих фанатов! Два года, брат! Два года я высоко держал голову! Я делал всё для благотворительных организаций! Я делал всё для детей! И тот приём, который я получил, когда вышел сюда, вы, фанаты, можете засунуть его себе поглубже, брат! Потому что, если бы не Халк Хоган, вас бы здесь не было! Если бы не Халк Хоган, Эрик Бишофф до сих пор продавал бы мясо с грузовика в Миннеаполисе! И, если бы не Халк Хоган, а все эти салаги, которых вы видите здесь, рестлинга бы не было! Я продавал мир, брат, в то время, как они барыжили бензином, чтобы заправить свою машину и добраться до школы! Так что теперь, брат, Халк Хоган с новой мировой организацией рестлинга, брат. Я и новая кровь рядом со мной... что ты будешь делать, брат, когда новая мировая организация набросится на тебя?
Хоган, Холл и Нэш попытались на напасть на Окерланда, но он угрожал подать в суд, если они это сделают. Эфир закончился кадрами с тремя рестлерами, которые насмехаться над фанатами, а те освистывают и забрасывают их мусором.
На следующий день после Bash at the Beach Холл и Нэш появились на Nitro без Хогана, пытаясь атаковать Стинга, Арна Андерсона и Рэнди Сэвиджа, но были сдержаны охранниками WCW. Хоган вернулся через неделю и помог Холлу и Нэшу в избиении Лекса Люгера и Большого Баббы Роджерса во время главного бой Nitro. Затем Хоган бросил вызов тогдашнему чемпиону миру WCW в тяжелом весе, Гиганту, на шоу Hog Wild в августе.
В подкасте «83 недели» Эрик Бишофф утверждает, что последнего момента Стинг рассматривался на место Хогана в «Новом мировом порядке».

#### Хоган становится чемпионом, секрет Бишоффа раскрывается
На Hog Wild, теперь называемый «Голливудом», Халк Хоган (часто сокращаемый до Голливуд Хоган) выиграл матч после того, как ударил Гиганта титульным поясом. После матча Хоган символически переименовал титул, нарисовав на поясе буквы nWo из баллончика с чёрной краской.
Два дня спустя Hog Wild, Тед Дибиаси дебютировал в WCW, объявив себя финансистом nWo, и получил прозвище «Трилолинер Тед» («Миллиардером Тедом» назвали владельца WCW, Теда Тёрнера). 2 сентября на Nitro, «Новый мировой порядок» включил в свои ряды первого рестлера WCW — Гиганта, который несколько недель назад проиграл свой титул Хогану. В то время как приближалось ежегодное PPV Fall Brawl, WCW готовилась к новой битве против nWo. 9 сентября на Nitro, nWo обманули болельщиков и рестлеров, сказав что Стинг присоединился к nWo, нарядив рестлера Джеффа Фармера в одежду Стинга и нанеся ему такой же гримм.

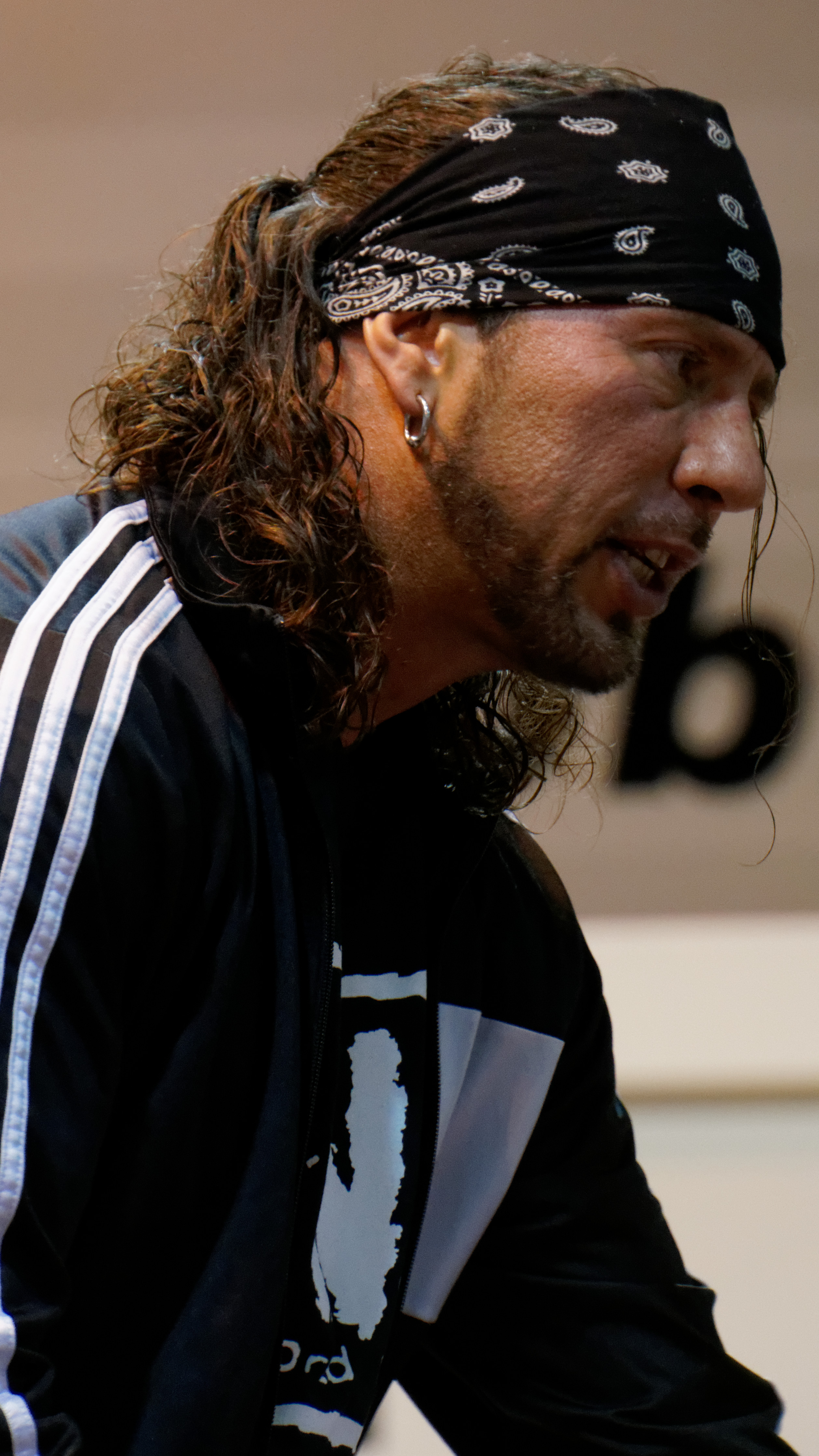
Сиккс стал шестым человеком, присоединившимся к nWo

Затем nWo приняли в свою группу шестого официального члена — Сиккса. 23 сентября 1996 года в nWo дебютировал «глава безопасности» Винсент, который до этого в WWF был слугой Дибиаси под именем Вёрджил. На том же шоу, когда большая часть состава WCW находилась в Японии, nWo захватили Nitro, изгнав Бобби Хинана и Майка Тенэя из кабины вещания и взяв в заложники Эрика Бишоффа. Рефери Ник Патрик стал официальным судьей группировки после того, как он начал проявлять пристрастность к членам nWo во время их матчей. Мисс Элизабет выступила против «Четырех всадников» и присоединилась к группировки в качестве менеджера Хогана. По сюжету, WCW признала Хогана, Нэша и Холла сотрудниками WCW только из-за того, что они были чемпионами в WCW, а остальные члены nWo остались непризнанными сотрудниками WCW; из-за этого они не могли бороться с другими рестлерами WCW. Это привело к тому, что nWo запустили сегмент под названием «Субботний вечер nWo», в котором члены группировки боролись с местными джобберами на пустой арене. nWo также использовали «финансирование» для покупки рекламного времени во время программ WCW, что было равносильно низкобюджетной анти-WCW-пропаганде.
nWo продолжали доминировать в World Championship Wrestling. Хоган успешно сохранил титул чемпиона мира nWo в тяжёлом весе против Рэнди Сэвиджа, а Холл и Нэш выиграли командное чемпионство мира WCW у «Гарлем Хит» (Букер Ти и Стиви Рэй) на Halloween Havoc. Тем временем Гигант украл у Флэра титул чемпион Соединённых Штатов WCW в тяжелом весе и присвоил его себе. На Halloween Havoc старый соперник Хогана Родди Пайпер, с которым WCW только что подписала контракт, вышел на ринг, чтобы противостоять Хогану. Пайпер начал добиваться матча с Хоганом на следующий вечер.
18 ноября 1996 года Nitro транслировалось из Florence Civic Center во Флоренс, Южная Каролина, и открылось тем, что Холл и Нэш физически напали на «Мерзких парней» (Брайан Ноббс и Джерри Сагс), «Высокое напряжение» (Робби Рейдж и Кенни Каос), Циклопа и Галактику и заставили Тони Шавони покинуть шоу после того, как они угрожали ему. Когда шоу перешло во второй час, Хоган и его окружение напали на Бишоффа за столом комментаторов и заставили его сказать, что Хоган лучше, чем Пайпер, который все ещё добивался матча с Хоганом, но с которым Бишофф ещё не договорился о контракте.
В конце шоу Пайпер и Бишофф начали спорить на ринге. Когда Пайпер продолжал издеваться над Бишоффом, на сцену вышел Гигант и схватил Пайпер сзади. За ним последовали Сиккс, Винсент и «Аутсайдеры», которые вмешались, чтобы остановить Пайпера от нападения на Бишоффа. Наконец, вышли Хоган и Дибиаси и открыли всему миру, что Эрик Бишофф все это время тайно был членом nWo. Матч Пайпера и Хогана был назначен на Starrcade в декабре.
На следующий вечер на Nitro Бишофф навсегда покинул стол комментаторов, а его персонаж стал эгоистичным тираном, исполнительным вице-президентом WCW, а также менеджером и заменил Дибиаси в качестве пресс-секретаря nWo, пока Дибиаси занимался финансированием. В начале программы Бишофф выдвинул ультиматум раздевалке WCW: всем рестлерам давалось тридцать дней, чтобы присоединиться к группировке. Маркус Бэгвелл, Мистер Уоллстрит, Большой Бубба Роджерс и Скотт Нортон стали членами группировки в последующие недели. Японский рестлер Масахиро Тёно также присоединился к nWo 16 декабря и утвердился в качестве лидера nWo Japan, родственной группировки NJPW.
На Starrcade Пайпер победил Хогана. На том же шоу, после многочисленных попыток убедить Даймонда Далласа Пейджа присоединиться, Холл и Нэш напали на Пейджа во время финального матча турнира на звание чемпиона Соединённых Штатов WCW в тяжёлом весе против Эдди Герреро, лишив его титула. nWo ушли, физически завладев титульным поясом. Затем он был передан Сикксу, и Герреро начал враждовать с ним. На следующий вечер на Nitro Гигант был исключен из nWo, когда он отказался провести чоукслэм Пайперу во время нападения nWo.

#### Контроль над WCW
На шоу nWo Souled Out, Хоган и Гигант завершили матч без результата в главном событии из-за того, что рефери nWo, Ник Патрик, был благосклонен к Хогану. Чемпион Соединённых Штатов в тяжелом весе Эдди Герреро сохранил свой титул, победив Сиккса в матче с лестницами, а «Аутсайдеры» проиграли командные титулы команды «Братьям Штайнер». Бишофф вернул им титулы на следующий вечер на Nitro, заявив, что Рэнди Андерсон, который вбежал для судейства после того, как Патрик был сбит с ног, не был официальным рефери. Затем Бишофф уволил Андерсона за его действия.
На SuperBrawl VII «Аутсайдеры» проиграли свои титулы Лексу Люгеру и Гиганту, а Сиккс победил Дина Маленко за титул чемпиона в первом тяжёлом весе. Позже тем же вечером Хоган успешно защитил свой титул против Родди Пайпера. Рэнди Сэвидж, после нескольких недель скитаний со Стингом в качестве «свободного агента», помог Хогану победить. Сэвидж принял участие в послематчевом избиении Пайпера, закрепив свое место в nWo. На следующий вечер на Nitro Сэвидж помог «Аутсайдерам» отомстить ДДП, напав на него сзади, пока они отвлекали его, и воссоединился с Мисс Элизабет. Позже Бишофф вернул титулы чемпиона «Аутсайдерам», так как Люгер получил травму и не мог участвовать в матче на SuperBrawl. Люгер, однако, бросил вызов на матч «Победитель получает всё» на Uncensored. Две недели спустя, 3 марта, в эпизоде Nitro вице-президент Turner Sports доктор Харви Шиллер «отстранил» Бишоффа за злоупотребление служебным положением. На Uncensored команда nWo победила в матче трех команд. В дополнение к победе, согласно предматчевому условию, nWo получили право претендовать на любой титул WCW в любое время и в любом месте. Во время мероприятия Стинг спустился со стропил и напал на ведущих членов nWo: Холла, Сэвиджа, Нэша и Хогана, заявив о своей преданности WCW.
В апреле 1997 года в nWo возникла напряженность. На Spring Stampede шоу закончилось тем, что Сэвидж и Бишофф вцепились друг другу в глотки после поражения первого от Пейджа, и оба были вынуждены сдерживать других членов группы. Джей Джей Диллон, который был назначен распорядителем WCW на время отстранения Бишоффа, позже заставил Биг Буббу Роджерса и Мистера Уоллстрита выйти из состава nWo из-за формальностей в контракте. Кроме того, Тед Дибиаси покинул группировку после того, как почувствовал угрызения совести за некоторых рестлеров WCW, ставших жертвами нападений nWo. В промежуточный период, 26 мая, в nWo был принят Великий Мута, а через несколько недель после Spring Stampede — Хироёси Тэндзан и Хиро Сайто; они появлялись на телевидении от случая к случаю из-за своей постоянной занятости в NJPW. В состав nWo также вошёл Коннан, которого они окрестили «К-Догг», 14 июля после того, как он напал на Рея Мистерио-младшего, пока Кевин Нэш наблюдал за ним.
В июле на Bash at the Beach Деннис Родман дебютировал в рестлинге: вместе с Хоганом он сразился с Люгером и Гигантом в командном матче. Люгер выиграл матч для своей команды, заставив Хогана сдаться, и получил право на титул на Road Wild, назначенном на август. Однако Люгер решил получить свой шанс в эпизоде Nitro 4 августа, за пять дней до PPV-шоу, и победил Хогана, завоевав чемпионский титул. Хоган вернул себе титул на Road Wild после того, как Родман, переодетый в Стинга, ударил Люгера бейсбольной битой. После Road Wild nWo начали соперничество с «Четырьмя всадниками», что было отмечено сценкой, в которой они высмеивали членов этой группировки. В ответ на это «Всадники» бросили вызов nWo на матч WarGames на Fall Brawl в сентябре. В матче Рик Флэр, Курт Хенниг, Стив Макмайкл и Крис Бенуа выступали против Нэша, Коннана, Сиккса и Багвелла. Во время матча Курт Хенниг отвернулся от своей команды, чтобы присоединиться к nWo. nWo одержали победу после того, как Макмайкл сдался во время матча.
Брет Харт дебютировал в WCW в эпизоде Nitro от 15 декабря и заявил, что не присоединится к nWo, но сказал, что будет специальным приглашенным рефери на матче между Бишоффом и Ларри Збышко на Starrcade. Если бы Бишофф выиграл матч, nWo получило бы постоянный контроль над Nitro, но если бы победил Збышко, он остался бы в WCW. Рик Руд (который до этого выступал в WCW в 90-х годах) присоединится к nWo позже в том же году. На Nitro перед Starrcade, nWo полностью захватили шоу, разрушив декорации и прогнав команду комментаторов WCW. Они уничтожили всё, что было связано с WCW, и переименовали шоу в nWo Monday Nitro. Это событие было проведено в качестве пробы для постоянной смены Nitro на шоу, ориентированное на nWo, а вскоре появившийся Thunder стал шоу, ориентированным на WCW. Позже Збышко победил Бишоффа на Starrcade. Также на Starrcade Хоган проиграл титул Стингу. Хоган первоначально удержал Стинга, но возникла путаница, когда Харт появился на ринге и обвинил рефери и бывшего члена nWo Ника Патрика в быстром отсчёте. На самом деле Ник Патрик должен был сделать быстрый отсчёт, показав себя нечестным сотрдуником. Затем Хоган сдался от «Смертельного захвата скорпиона» Стинга, и вся раздевалка WCW вышла отпраздновать поражение Хогана.

#### Разногласия: nWo Hollywood и nWo Wolfpac
Вскоре после того, как Хоган потерял титул на Starrcade, в nWo начались признаки раскола внутри группы. Из-за споров вокруг победы Стинга 8 января 1998 года Джей Джей Диллон сделал титул вакантным на первом эпизоде Thunder. В дополнение к освобождению титула, Скотт Холл должен был встретиться с чемпионом мира на SuperBrawl VIII, согласно условиям, связанным с его победой на World War 3, и это также должно было быть решено с освобождением титула. Новый распорядитель WCW Родди Пайпер решил эту проблему на Souled Out 24 января, объявив, что поскольку на SuperBrawl не будет чемпиона, он встретится с победителем матча Хоган против Стинг на Uncensored в марте. Позже в тот же вечер вражда между Холлом и Ларри Збышко закончилась, когда он победил Холла по дисквалификации, когда вмешался Луи Спиколли, который только месяц назад подписал контракт с WCW. После матча Дасти Роудс, который в тот вечер находился за столом комментаторов и которого Збышко попросил выйти с ним на ринг, присоединился к Холлу и Спиколли в нападении на Збышко и вступил в nWo, где служил наставником Холла.
В новом 1999 году nWo продолжали расширять свои ряды, так как бывшая звезда WWF Брайан Адамс перешёл в WCW и присоединился к nWo. У Хогана появился второй телохранитель, когда Эд Лесли, который ранее пытался присоединиться к nWo на Road Wild в 1996 году, дебютировал в качестве едва узнаваемого бородатого байкера, прозванного Учеником.

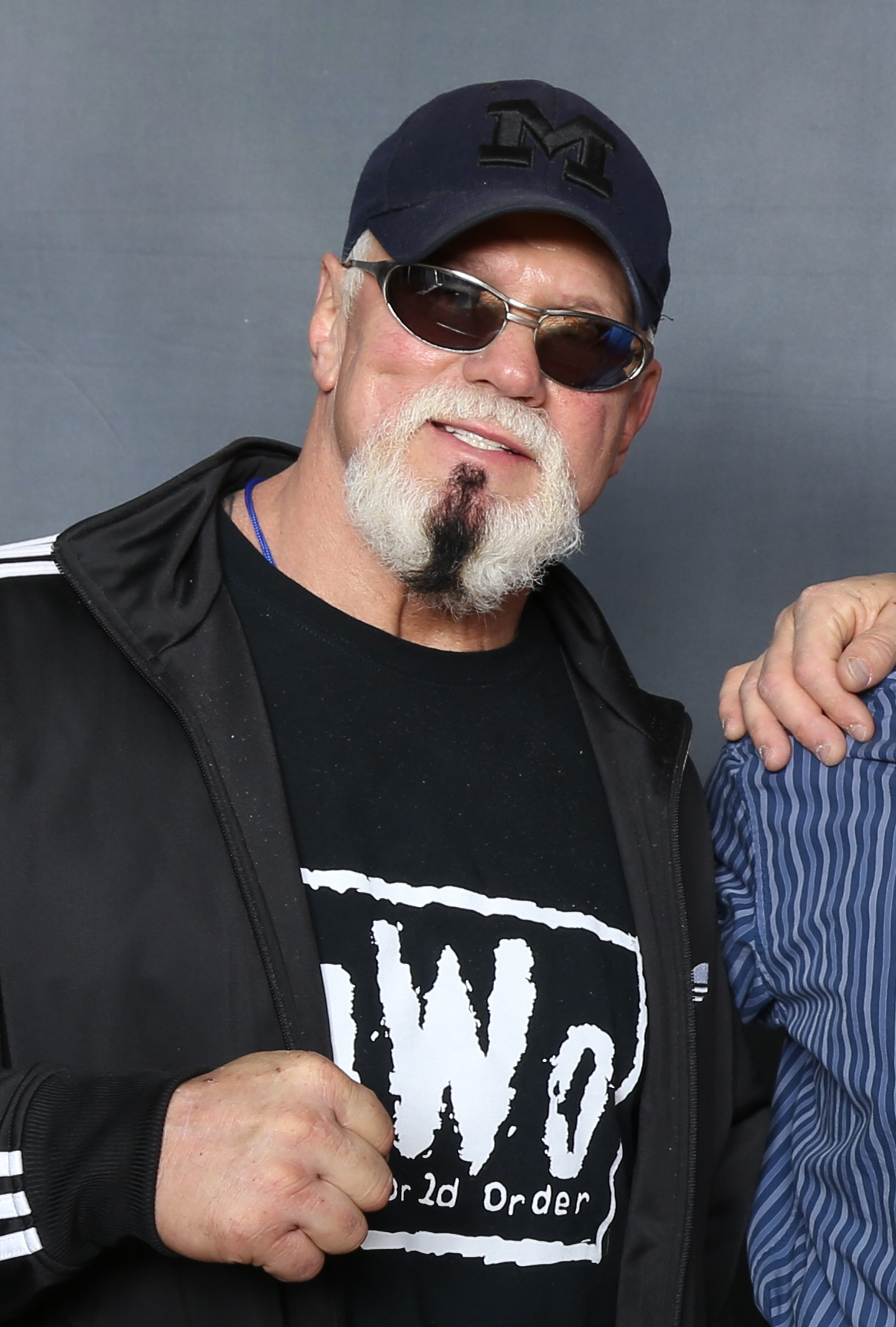
Скотт Штайнер присоединился к nWo на SuperBrawl VIII

На SuperBrawl VIII у nWo был смешанный успех. Холл и Нэш отвоевали у «Братьев Штайнер» титул командных чемпионов мира WCW после того, как Скотт Штайнер неожиданно ополчился на своего брата Рика и менеджера Теда Дибиаси. После матча Скотт передал чемпионские пояса Холлу и Нэшу и отпраздновал с «Аутсайдерами» и Дасти Роудсом свое вступление в nWo. Однако Хоган проиграл Стингу в матче за вакантный титул чемпиона мира WCW в тяжелом весе и был атакован Сэвиджем в конце матча. После SuperBrawl Сэвидж прояснил свои намерения и заявил, что ему больше не нужна помощь nWo, чтобы выигрывать матчи, и что он будет преследовать Стинга, чтобы попытаться вернуть титул чемпиона мира в nWo. В течение следующих нескольких недель Хоган и Сэвидж пытались переиграть друг друга в выпусках Nitro и Thunder, что привело к матчу в стальной клетке на Uncensored в марте, который закончился ничьей. Ранее тем же вечером Холл проиграл свой матч за титул чемпиона мира по версии против Стинга.
Раскол между различными фракциями nWo усилился после того, как Сиккс, который с октября был травмирован, был освобожден от контракта и отправлен на реабилитацию в связи с продолжающимся алкоголизмом. Вскоре после этого Холла убрали с телевидения; это привело к конфронтации между Кевином Нэшем, Эриком Бишоффом и Хоганом в эпизоде Thunder от 26 марта.
Разногласия внутри nWo становились все более очевидными, поскольку Сэвидж и Нэш внезапно осознали, что Хоган заботится только о себе, а nWo для него вторично. Нэш встал на сторону Сэвиджа после того, как Хоган вмешался в несколько матчей Стинга и Нэша, не желая встречаться с Нэшем, чтобы вернуть свой титул. Нэш поддержал Сэвиджа в его стремлении победить Стинга, но также согласился объединиться с Хоганом против вернувшихся Родди Пайпера и Гиганта в матче «Бейсбольная бита на шесте». На Spring Stampede Хоган и Нэш победили Пайпера и Гиганта, но после матча Хоган напал на Нэша. Позже Нэш помог Сэвиджу победить Стинга, что принесло Сэвиджу победу, титул и гнев Хогана, который вышел после матча, утверждая, что у Сэвиджа «его титул». Затем Хоган и Ученик напали на Нэша и Сэвиджа, чтобы завершить шоу.
На следующий вечер на Nitro Хоган бросил вызов новому чемпиону за его титул, а распорядитель WCW Родди Пайпер объявил матч без дисквалификаций и сказал, что никаких вмешательств не будет. Позже Сэвидж и Нэш произнесли свою речь, в которой Нэш сказал Хогану «всего хорошего» и намекнул, что nWo не будет вместе, по крайней мере, в нынешнем виде, когда закончится это шоу.
В конце матча, когда Хоган и Сэвидж боролись в углу, Ученик вышел на ринг и нанес рефери Нику Патрику удар по шее. Хотя это было разрешено, так как матч был без дисквалификаций, это также означало, что никто не мог остановить Хогана и Ученика от того, чтобы они сделали с Сэвиджем все, что хотели. Ученик нанёс Сэвиджу свой коронный приём «Апокалипсис», пока пояс был перекинут через его плечо. Сразу после этого разъяренный Нэш вышел на ринг, чтобы помочь упавшему Сэвиджу. После того, как Нэш вышел на ринг, Эрик Бишофф прибежал с задних рядов и выскользнул на ринг, чтобы перехватить его. Отбросив Бишоффа в сторону, Нэш атаковал Хогана. Когда матч ещё продолжался, Нэш положил Сэвиджа на Хогана для удержания и собрался привести в чувство Патрика, как на ринг вышел Брет Харт. Харт поднял пояс, ударил им Нэша, перевернул Хогана на Сэвиджа и оживил рефери, чтобы тот мог засчитать Хогану победу. Хотя Хоган в четвёртый раз стал чемпионом мира WCW в тяжелом весе и, казалось, снова взял бразды правления nWo в свои руки, членам самой группировки теперь предстояло выбрать, на чьей стороне они будут: Хогана или Нэша.

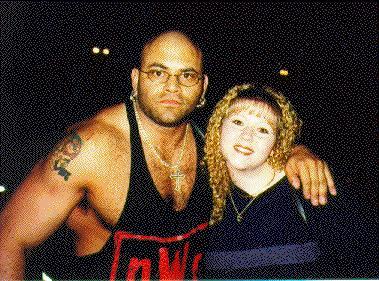
Коннан был членом nWo Wolfpac, возглавляемой Нэшем

В эпизоде Nitro от 4 мая Нэш, Сэвидж и Коннан появились в черных футболках с красным логотипом nWo, в отличие от привычного белого логотипа. Они назвали себя nWo Wolfpac (название, которое Нэш ранее использовал вместе с Холлом и Сикксом для обозначения себя как трио), а в последующие недели к ним присоединились Курт Хенниг, Мисс Элизабет, Рик Руд и Дасти Роудс. Wolfpac стала первым воплощением nWo, выступавшим как фейсы. Сторона Хогана сохранила черно-белые цвета оригинального nWo и получила название nWo Hollywood. На его стороне были Винсент, Бишофф, Скотт Штайнер, Скотт Нортон, Брайан Адамс, Бафф Багвелл и Ученик.
На майском Slamboree Нэш и Холл должны были защищать титул командных чемпионов мира WCW против двух старейшин WCW, Стинга и Гиганта. Однако Гигант присоединился к nWo Hollywood незадолго до Slamboree в качестве возмездия за то, что Нэш травмировал его на Souled Out в январе. Несмотря на это, Гигант сохранил свой союз со Стингом, но настоятельно рекомендовал Стингу принять решение о своей верности. На Slamboree Холл вернулся в WCW в цветах Wolfpac на защиту титула «Аутсайдеров». Однако во время матча он (вместе с Роудсом) выступил против Нэша, ударив его титульным поясом, в результате чего победу одержала команда Стинга и Гиганта. На следующий вечер на Nitro Холл был представлен как новый член nWo Hollywood.
Ещё одним шокирующим переходом стало то, что Мисс Элизабет покинула Сэвиджа (и Wolfpac) и присоединилась к nWo Hollywood во время шокирующего промо (которое включало поцелуй с Бишоффом на экране) в эпизоде Nitro от 8 июня. В эпизоде Nitro от 15 июня Сэвидж провел матч в стальной клетке против Даймонда Далласа Пейджа (в котором Пайпер был специальным приглашенным рефери, а в конце матча все трое мужчин подверглись нападению nWo Hollywood). Это нападение, в результате которого он получил сюжетную травму, вызванную ударом стула по колену, послужило поводом для снятия Сэвиджа с телевидения, после чего он взял перерыв в работе компании, чтобы восстановиться после как минимум двух серьёзных операций на колене (это было его последнее выступление в составе Wolfpac).
Тем временем появился новый претендент на чемпионство Хогана — непобежденный новичок и чемпион Соединённых Штатов в тяжелом весе Голдберг, который одержал впечатляющую серию побед. В эпизоде Thunder от 2 июля 1998 года Голдберг получил право на титульный матч с Хоганом в эпизоде Nitro от 6 июля.
Однако Хоган передумал и заставил Голдберга сразиться со Скоттом Холлом, чтобы заслужить титульный матч. Голдберг победил Холла, а затем победил Хогана в главном событии и завоевал свой первый титул чемпиона мира WCW в тяжелом весе. После поражения Голдбергу Хоган в течение следующих двух месяцев уделял внимание матчам со знаменитостями, участвуя в двух командных матчах на Bash at the Beach и Road Wild. В первом матче Хоган победил Даймонда Далласа Пейджа и Карла Мэлоуна вместе с Деннисом Родманом. Второй матч стал кульминацией сюжета, включавшего несколько сценок из Tonight Show, в которых Джей Лено высмеивал Хогана, в результате чего Хоган и Эрик Бишофф захватили шоу, а Даймонд Даллас Пейдж пришёл спасти положение. Хоган и Бишофф проиграли Пейджу и Лено благодаря вмешательству Кевина Юбенкса.

### World Wrestling Federation/World Wrestling Entertainment/WWE

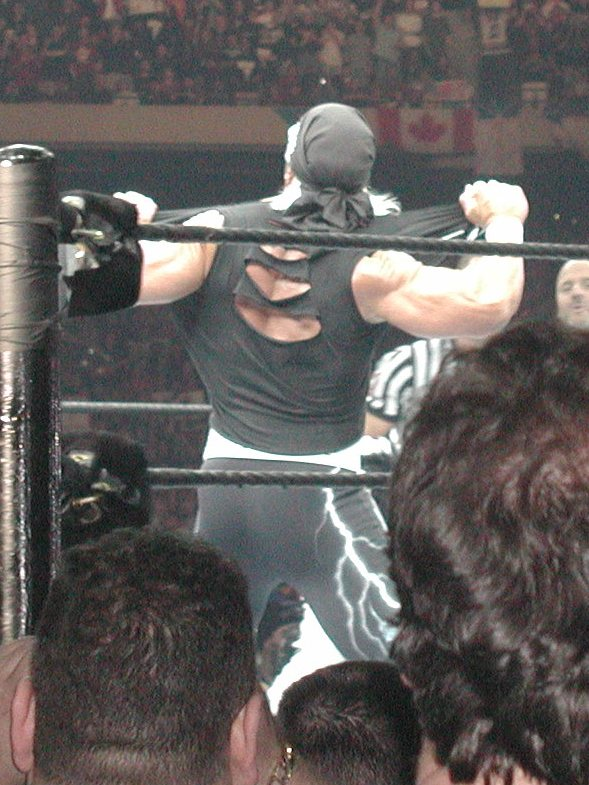
Хоган на WrestleMania X8

#### Вражда с Остином и Скалой
После вторжения WCW и ECW в WWF в 2001, Винс Макмэн пригласил оригинальный состав nWo, где они дебютировали на No Way Out 2002. Они нацелились на двух главных звезд компании: Стива Остина и Скалой, но оба проиграли на Рестлмания X8. Хоган после матча пожал Скале руку, что не понравилось Холлу и Нэшу. Холл и Нэш объединились с X-Pac 21 марта 2002 на SmackDown!.